# Alfa Romeo 40-60 HP
L'Alfa Romeo 40-60 HP est une automobile du début des années 1910 destinée essentiellement à une clientèle sportive pour qui le modèle 24 HP n'était pas suffisant. C'est en fin d'année 1912 que la décision de mettre ce modèle en fabrication fut prise par Giuseppe Merosi. Le nouveau modèle 40-60 HP ne devait pas être une voiture exclusivement destinée aux compétitions, mais être aussi un modèle destiné à conforter l'image de la nouvelle marque milanaise. 
Le modèle était techniquement très avancé avec un moteur de 6 litres, mais il a été victime d'un comportement trop sportif et ne fut produit qu'en 27 exemplaires. Les versions « civiles » disposaient de moteurs à arbre à cames latéral et soupapes en tête. En 1914, Alfa Romeo construit des versions spéciales pour les courses avec des moteurs à arbres à cames en tête et quatre soupapes par cylindre, une véritable innovation technologique pour l'époque.
L'Alfa Romeo 40-60 HP était proposée en différentes versions : châssis nu destiné aux carrossiers, torpédo quatre places pour un usage général, compétition à deux places avec un réservoir de carburant cylindrique derrière les sièges et la roue de secours derrière le réservoir d'essence. 
La version course a participé avec succès à plusieurs compétitions jusqu'en 1922. La voiture a atteint la vitesse maximale de 147,54 km/h sur le « kilomètre lancé » de Brescia en 1921 et pulvérisé l'ancien record avec une moyenne de 141,605 km/h au Grand Prix de Monza en octobre 1922.

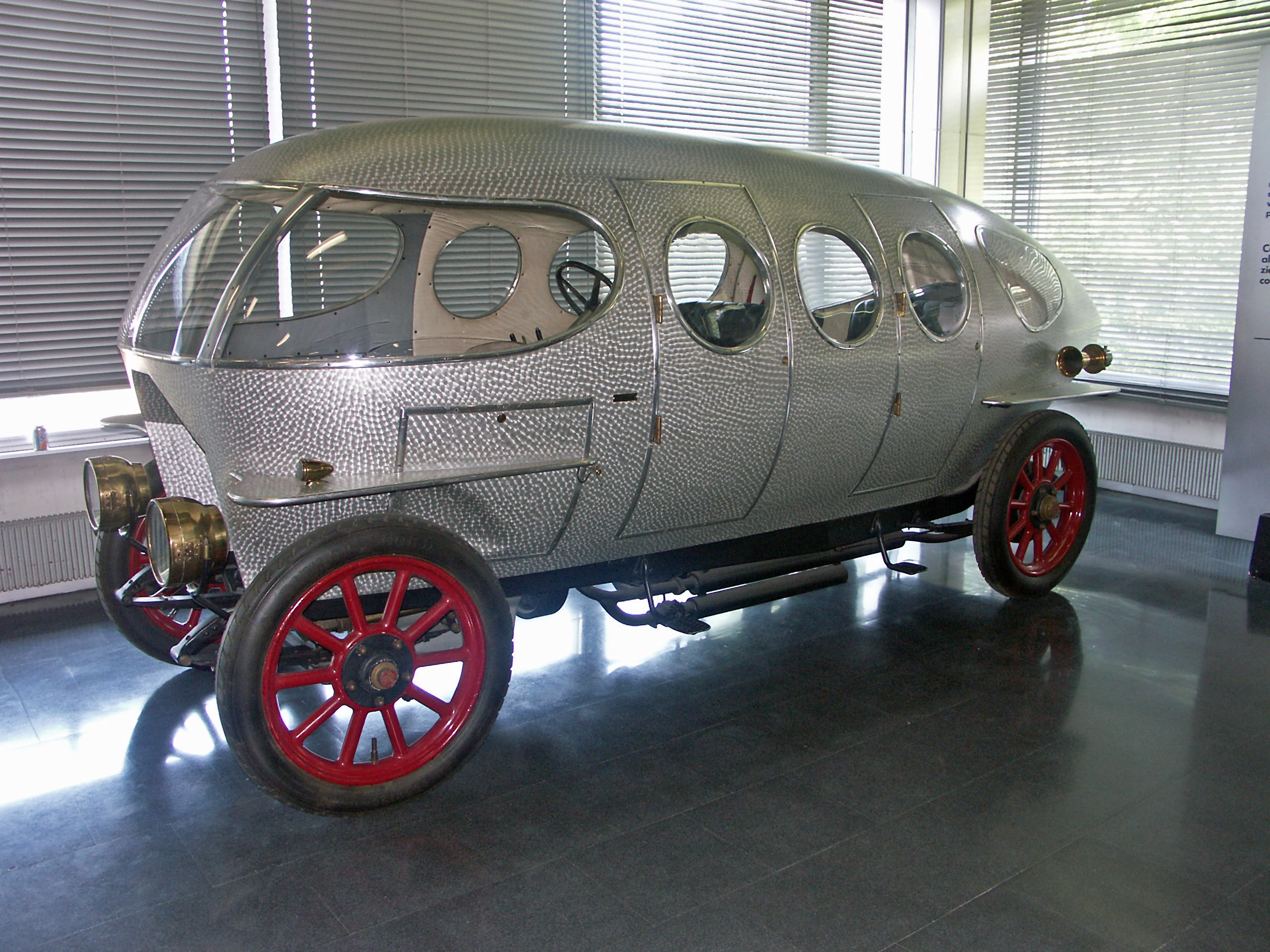
Prototype A.L.F.A 40-60 HP Aerodinamico, carrosserie Castagna, 1914.

## Caractéristiques techniques
- Structure : châssis en acier avec carrosserie en tôle d'acier.
- Moteur : 4 cylindres à deux arbres à cames latéraux, deux soupapes et deux bougies par cylindre. Alésage 110 mm - course 160 mm - cylindrée 6 082 cm3 - taux de compression 4,35:1. Un carburateur unique. Puissance maximale 70 ch à 2 200 tr/min.
- Transmission : boîte de vitesses manuelle à 4 rapports avec levier situé sur le côté droit du véhicule. Embrayage à sec à disques multiples. Rapports de boîte : 1re 3,5:1, 2e 2,42:1, 3e 1,6:1, 4e 1:1 ; AR 4.5:1. Réduction : 2,88:1.
- Suspensions : avant et arrière, essieu rigide, ressorts à lames longues.
- Freins : système mécanique avec freins à tambour sur les roues arrière. Frein à main mécanique sur les roues arrière.
- Pneumatiques : jantes en acier taille 860 x 120.
- Dimensions et poids : Longueur 430 cm - empattement 320 cm - voies avant et arrière 145 cm. Poids 1 250 kg. Réservoir 70 litres.
- Vitesse maximale : 125 km/h.

## Chiffres de production Alfa Romeo 40-60 HP
| Année               | 1913 | 1914 | total |
| ------------------- | ---- | ---- | ----- |
| Alfa Romeo 40-60 HP | 2    | 25   | 27    |

Les numéros de châssis ont été pré-attribués de 2001 à 2028, tout comme les numéros de bloc moteur.